# سیارک ۱۱۵۱۰
سیارک ۱۱۵۱۰ (به انگلیسی: 11510 Borges، نامگذاری:1990VV8) یازده هزار و پانصد و دهمین سیارک کشف شده‌است که در ۱۱ نوامبر ۱۹۹۰ کشف شد.
قدر مطلق سیارک برابر ۱۲٫۷۰ است.